# غورو أداتشي
غورو أداتشي (باليابانية: 安達五郎؛ بالكانا: あだち ごろう) هو متزلج قفز ياباني، ولد في 1913 في أكايغاوا ‏ في اليابان، وتوفي في 13 سبتمبر 1999 في كيتاكيوشو في اليابان.

## وصلات خارجية
- غورو أداتشي على موقع أوليمبيديا (الإنجليزية)